# Centrum tot Bevordering van de Import uit ontwikkelingslanden

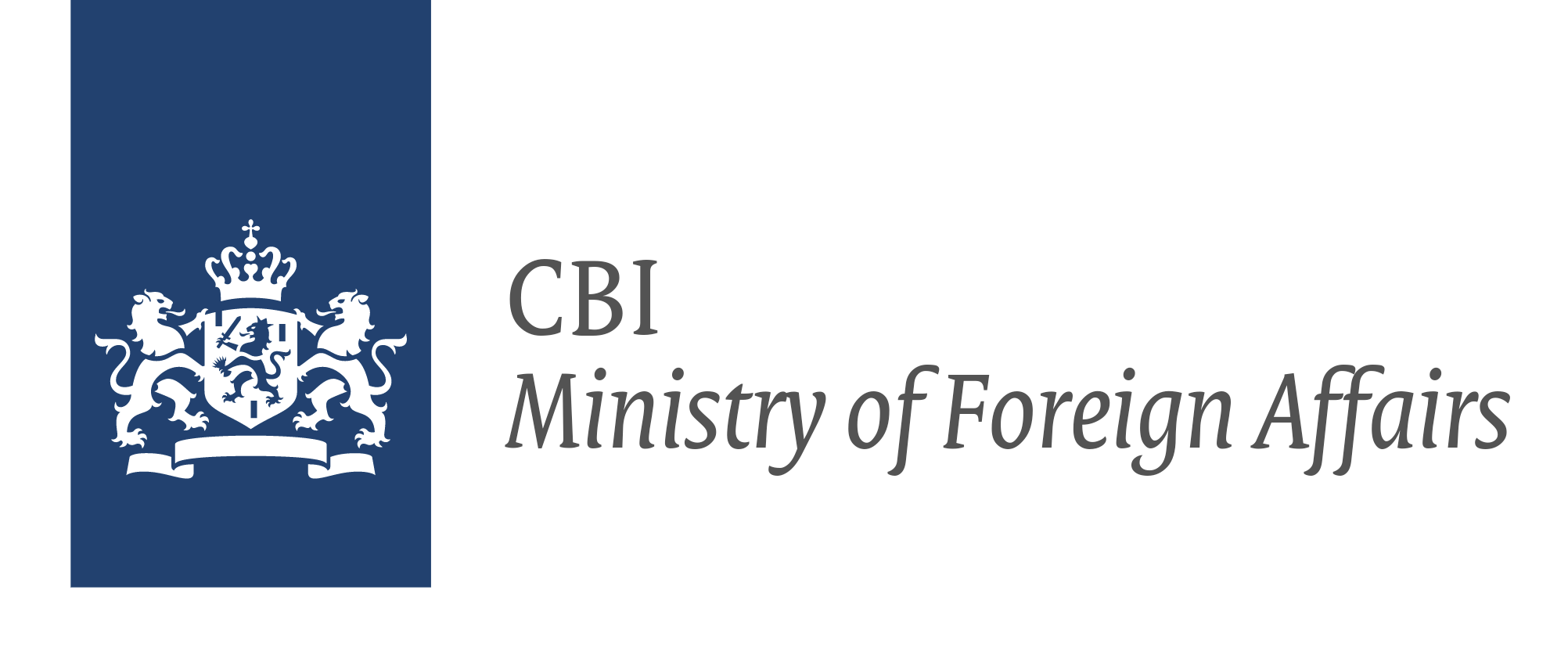
Logo van het Centrum tot Bevordering van de Import uit ontwikkelingslanden.

Het Centrum tot Bevordering van de Import uit ontwikkelingslanden (CBI) opgericht in 1971, is een autonoom agentschap van het Nederlandse ministerie van Buitenlandse Zaken. Het heeft als missie het bijdragen aan duurzame inclusieve economische groei in ontwikkelingslanden door bevordering van export uit deze landen naar Europa. 
Het CBI is een afdeling binnen de directie Internationale Programma’s van de Rijksdienst voor Ondernemend Nederland. De opdrachtgever van CBI is het Ministerie van Buitenlandse Zaken.

## Diensten
Het CBI verbindt het midden- en kleinbedrijf (MKB) in ontwikkelingslanden aan de Europese markt door capaciteitsopbouw en kennisoverdracht in de vorm van een palet aan diensten, waarbij de principes van marktwerking worden gekoppeld aan ontwikkelingssamenwerking (OS). Door het stimuleren van de integratie van lage- en midden- inkomenslanden op mondiale handels- en productieketens draagt CBI bij aan de bevordering van duurzame en inclusieve economische groei en armoedebestrijding. Hiermee levert CBI een bijdrage aan Sustainable Development Goal 8: Promote sustained, inclusive and sustainable economic growth, full and productive employment and decent work for all.
Het CBI levert verschillende diensten om haar doelen te bereiken, namelijk:
- Kennis van structuren en ontwikkelingen op Europese markten.
- Technische assistentie bij het verbeteren van producten en productie.
- Ondersteuning bij het toepassen van EU-richtlijnen voor producten.
- Ondersteuning van exportmarketing/management.
- Begeleiding aan bedrijven die toetreden tot Europese markten.

Naast diensten biedt het CBI ook instrumenten ter ondersteuning van bedrijven in ontwikkelingslanden:
- Marktinformatie-instrumenten om exporteurs uit ontwikkelingslanden op de hoogte te houden van de laatste ontwikkelingen op de EU-markt.
- De zogeheten Company Database brengt importeurs uit de EU in contact met getrainde en betrouwbare leveranciers uit ontwikkelingslanden.
- Exportontwikkelingsprogramma’s: programma’s die exporteurs uit ontwikkelingslanden ondersteunen bij het betreden van de
- Europese markt en het behouden van hun positie/marktaandeel op die markt.
- Trainingsprogramma’s: training in exportmarketing en management, handelspromotie, het management van internationale beursdeelname en het ontwikkelen van klantgerichte marktinformatiesystemen.